# Team TotalEnergies
Team TotalEnergies (Kod UCI: TEN) – francuska zawodowa grupa kolarska. W latach 2005–2009 należała do dywizji UCI ProTour. W sezonie 2010 nie dostała licencji na występy w UCI ProTour i od tamtej pory do 2013 występowała w dywizji UCI Professional Continental Teams. W grudniu 2013 UCI przyznała drużynie licencję UCI ProTeams na występy w latach 2014–2015 w wyścigach najwyżej kategorii WorldTour. Jednak po roku drużyna wróciła do dywizji UCI Professional Continental Teams.

## Historia
W 1984 powstała amatorska drużyna pod nazwą System U. W 1985 drużynę rozwiązano, jednak rok później powróciła pod nowym kierownictwem. Dyrektorem sportowym został Cyrille Guimard. Udało mu się wylansować Laurenta Fignona, którego zwycięstwo podczas Tour de France 1989 zaowocowało zdobyciem nowego sponsora i zmianą nazwy drużyny na Castorama. W 1992 Cyrille Guimard został menadżerem zespołu. W 1995 były zawodowy kolarz Jean-René Bernaudeau został dyrektorem drużyny. Słabe wyniki w latach 1996–1999 doprowadziły do spadku z najwyższej ligi kolarskiej do ligi amatorów.
W 2000 drużyna pod nową nazwą Bonjour wróciła do kręgu profesjonalistów. Składała się głównie z młodych, perspektywicznych debiutantów (m.in. Sylvain Chavanel, Sebastien Joly, Fabrice Salanson). W 2003 drużyna zmieniła nazwę na Brioches La Boulangère, a rok później na Bouygues Télécom. W latach 2009–2010 występowała pod nazwą Bbox Bouygues Télécom. 

## Nazwa grupy w poszczególnych latach
| lata      | nazwa                  |
| --------- | ---------------------- |
| 2000–2002 | Bonjour                |
| 2003–2004 | Brioches La Boulangère |
| 2005–2008 | Bouygues Télécom       |
| 2009–2010 | Bbox Bouygues Telecom  |
| 2011–2015 | Team Europcar          |
| 2016–2019 | Direct Énergie         |
| 2019–2021 | Total Direct Énergie   |
| od 2021   | TotalEnergies          |

## Sezony

### 2023

#### Skład
| Skład drużyny 2023                       | Skład drużyny 2023   | Skład drużyny 2023 | Skład drużyny 2023                |
| Imię i nazwisko                          | Data urodzenia       | Państwo            | Poprzednia grupa                  |
| ---------------------------------------- | -------------------- | ------------------ | --------------------------------- |
| Edvald Boasson Hagen                     | 17 maja 1987         | Norwegia           | NTT Pro Cycling (2020)            |
| Maciej Bodnar                            | 7 marca 1985         | Polska             | Bora-Hansgrohe (2021)             |
| Thomas Bonnet                            | 13 września 1998     | Francja            | Vendée U Pays de la Loire (2022)  |
| Mathieu Burgaudeau                       | 17 listopada 1998    | Francja            | Vendée U Pays de la Loire (2018)  |
| Jérémy Cabot                             | 24 lipca 1991        | Francja            | SCO Dijon (2019)                  |
| Steff Cras                               | 13 lutego 1996       | Belgia             | Lotto-Soudal (2022)               |
| Víctor de la Parte                       | 22 czerwca 1986      | Hiszpania          | CCC Team (2020)                   |
| Fabien Doubey                            | 21 października 1993 | Francja            | Circus-Wanty Gobert (2020)        |
| Sandy Dujardin                           | 29 maja 1997         | Francja            | Vendée U Pays de la Loire (2021)  |
| Valentin Ferron                          | 8 lutego 1998        | Francja            | Vendée U Pays de la Loire (2020)  |
| Fabien Grellier                          | 31 października 1994 | Francja            | Vendée U (2015)                   |
| Émilien Jeannière                        | 26 września 1998     | Francja            | Vendée U Pays de la Loire (2022)  |
| Alan Jousseaume                          | 3 sierpnia 1998      | Francja            | Vendée U Pays de la Loire (2021)  |
| Pierre Latour                            | 12 października 1993 | Francja            | AG2R La Mondiale (2020)           |
| Lorrenzo Manzin                          | 26 lipca 1994        | Francja            | Vital Concept-B&B Hotels (2019)   |
| Daniel Oss                               | 13 stycznia 1987     | Włochy             | Bora-Hansgrohe (2021)             |
| Paul Ourselin                            | 13 kwietnia 1994     | Francja            | Vendée U Pays de la Loire (2016)  |
| Peter Sagan                              | 26 stycznia 1990     | Słowacja           | Bora-Hansgrohe (2021)             |
| Julien Simon                             | 4 października 1985  | Francja            | Cofidis, Solutions Crédits (2019) |
| Geoffrey Soupe                           | 22 marca 1988        | Francja            | Cofidis, Solutions Crédits (2019) |
| Jason Tesson                             | 9 stycznia 1998      | Francja            | Saint Michel-Auber 93 (2022)      |
| Anthony Turgis                           | 16 maja 1994         | Francja            | Cofidis, Solutions Crédits (2018) |
| Dries Van Gestel                         | 30 września 1994     | Belgia             | Sport Vlaanderen-Baloise (2019)   |
| Mattéo Vercher                           | 26 stycznia 2001     | Francja            | Vendée U Pays de la Loire (2022)  |
| Alexis Vuillermoz                        | 1 czerwca 1988       | Francja            | AG2R La Mondiale (2020)           |
| Alessio Cialone (1 sie–31 gru, stażysta) | 10 grudnia 2003      | Francja            | Vendée U Pays de la Loire (2023)  |
| Lucas Boniface (1 sie–31 gru, stażysta)  | 24 października 2000 | Francja            | Vendée U Pays de la Loire (2023)  |
| Lucas Grolier (1 sie–31 gru, stażysta)   | 3 lutego 2000        | Francja            |                                   |
|                                          |                      |                    |                                   |
| Źródło: ProCyclingStats                  |                      |                    |                                   |

#### Zwycięstwa
| Zwycięstwa       | Zwycięstwa                                        | Zwycięstwa | Zwycięstwa | Zwycięstwa      | Zwycięstwa |
| Data             | Wyścig                                            | Państwo    | Kategoria  | Zwycięzca       |            |
| ---------------- | ------------------------------------------------- | ---------- | ---------- | --------------- | ---------- |
| 23 sty           | La Tropicale Amissa Bongo, 1. etap                | Gabon      | 2.1        | Geoffrey Soupe  |            |
| 24 sty           | La Tropicale Amissa Bongo, 2. etap                | Gabon      | 2.1        | Jason Tesson    |            |
| 25 sty           | La Tropicale Amissa Bongo, 3. etap                | Gabon      | 2.1        | Jason Tesson    |            |
| 29 stycznia 2023 | La Tropicale Amissa Bongo, klasyfikacja generalna | Gabon      | 2.1        | Geoffrey Soupe  |            |
| 22 lut           | Tour du Rwanda, 4. etap                           | Rwanda     | 2.1        | Thomas Bonnet   |            |
| 11 kwi           | Paryż-Camembert                                   | Francja    | 1.1        | Valentin Ferron |            |
| 16 cze           | Route d’Occitanie, 2. etap                        | Francja    | 2.1        | Jason Tesson    |            |

### 2022

#### Skład
| Skład drużyny 2022              | Skład drużyny 2022   | Skład drużyny 2022 | Skład drużyny 2022                |
| Imię i nazwisko                 | Data urodzenia       | Państwo            | Poprzednia grupa                  |
| ------------------------------- | -------------------- | ------------------ | --------------------------------- |
| Edvald Boasson Hagen            | 17 maja 1987         | Norwegia           | NTT Pro Cycling (2020)            |
| Maciej Bodnar                   | 7 marca 1985         | Polska             | Bora-Hansgrohe (2021)             |
| Niccolò Bonifazio               | 29 października 1993 | Włochy             | Bahrain-Merida (2018)             |
| Mathieu Burgaudeau              | 17 listopada 1998    | Francja            | Vendée U Pays de la Loire (2018)  |
| Jérémy Cabot                    | 24 lipca 1991        | Francja            | SCO Dijon (2019)                  |
| Víctor de la Parte              | 22 czerwca 1986      | Hiszpania          | CCC Team (2020)                   |
| Fabien Doubey                   | 21 października 1993 | Francja            | Circus-Wanty Gobert (2020)        |
| Sandy Dujardin                  | 29 maja 1997         | Francja            | Vendée U Pays de la Loire (2021)  |
| Valentin Ferron                 | 8 lutego 1998        | Francja            | Vendée U Pays de la Loire (2020)  |
| Alexandre Geniez (1 sty–31 maj) | 16 kwietnia 1988     | Francja            | AG2R La Mondiale (2020)           |
| Fabien Grellier                 | 31 października 1994 | Francja            | Vendée U (2015)                   |
| Alan Jousseaume                 | 3 sierpnia 1998      | Francja            | Vendée U Pays de la Loire (2021)  |
| Pierre Latour                   | 12 października 1993 | Francja            | AG2R La Mondiale (2020)           |
| Christopher Lawless             | 4 listopada 1995     | Wielka Brytania    | Ineos Grenadiers (2020)           |
| Lorrenzo Manzin                 | 26 lipca 1994        | Francja            | Vital Concept-B&B Hotels (2019)   |
| Daniel Oss                      | 13 stycznia 1987     | Włochy             | Bora-Hansgrohe (2021)             |
| Paul Ourselin                   | 13 kwietnia 1994     | Francja            | Vendée U Pays de la Loire (2016)  |
| Cristián Rodríguez              | 3 marca 1995         | Hiszpania          | Caja Rural-Seguros RGA (2020)     |
| Juraj Sagan                     | 23 grudnia 1988      | Słowacja           | Bora-Hansgrohe (2021)             |
| Peter Sagan                     | 26 stycznia 1990     | Słowacja           | Bora-Hansgrohe (2021)             |
| Julien Simon                    | 4 października 1985  | Francja            | Cofidis, Solutions Crédits (2019) |
| Geoffrey Soupe                  | 22 marca 1988        | Francja            | Cofidis, Solutions Crédits (2019) |
| Niki Terpstra                   | 18 maja 1984         | Holandia           | Quick-Step Floors (2018)          |
| Anthony Turgis                  | 16 maja 1994         | Francja            | Cofidis, Solutions Crédits (2018) |
| Dries Van Gestel                | 30 września 1994     | Belgia             | Sport Vlaanderen-Baloise (2019)   |
| Alexis Vuillermoz               | 1 czerwca 1988       | Francja            | AG2R La Mondiale (2020)           |
|                                 |                      |                    |                                   |
| Źródło: ProCyclingStats         |                      |                    |                                   |

#### Zwycięstwa
| Zwycięstwa | Zwycięstwa                                      | Zwycięstwa | Zwycięstwa | Zwycięstwa         | Zwycięstwa |
| Data       | Wyścig                                          | Państwo    | Kategoria  | Zwycięzca          |            |
| ---------- | ----------------------------------------------- | ---------- | ---------- | ------------------ | ---------- |
| 20 lut     | Tour du Rwanda, prolog                          | Rwanda     | 2.1        | Alexandre Geniez   |            |
| 21 lut     | Tour du Rwanda, 1. etap                         | Rwanda     | 2.1        | Sandy Dujardin     |            |
| 24 lut     | Tour du Rwanda, 4. etap                         | Rwanda     | 2.1        | Alexandre Geniez   |            |
| 11 mar     | Paryż-Nicea, 6. etap                            | Francja    | 2.UWT      | Mathieu Burgaudeau |            |
| 13 mar     | Ronde van Drenthe                               | Holandia   | 1.1        | Dries Van Gestel   |            |
| 14 maj     | Grand Prix du Morbihan                          | Francja    | 1.Pro      | Julien Simon       |            |
| 21 maj     | Tour du Finistère                               | Francja    | 1.1        | Julien Simon       |            |
| 6 cze      | Critérium du Dauphiné, 2. etap                  | Francja    | 2.UWT      | Alexis Vuillermoz  |            |
| 10 cze     | Critérium du Dauphiné, 6. etap                  | Francja    | 2.UWT      | Valentin Ferron    |            |
| 14 cze     | Tour de Suisse, 3. etap                         | Szwajcaria | 2.UWT      | Peter Sagan        |            |
| 22 cze     | Mistrzostwa Polski – jazda indywidualna na czas | Polska     | CN         | Maciej Bodnar      |            |

### 2021

#### Skład
| Skład drużyny 2021          | Skład drużyny 2021   | Skład drużyny 2021 | Skład drużyny 2021                |
| Imię i nazwisko             | Data urodzenia       | Państwo            | Poprzednia grupa                  |
| --------------------------- | -------------------- | ------------------ | --------------------------------- |
| Edvald Boasson Hagen        | 17 maja 1987         | Norwegia           | NTT Pro Cycling (2020)            |
| Niccolò Bonifazio           | 29 października 1993 | Włochy             | Bahrain-Merida (2018)             |
| Leonardo Bonifazio          | 20 marca 1991        | Włochy             | Unieuro Wilier (2019)             |
| Mathieu Burgaudeau          | 17 listopada 1998    | Francja            | Vendée U Pays de la Loire (2018)  |
| Jérémy Cabot                | 24 lipca 1991        | Francja            | SCO Dijon (2019)                  |
| Jérôme Cousin               | 5 czerwca 1989       | Francja            | Cofidis, Solutions Crédits (2017) |
| Víctor de la Parte          | 22 czerwca 1986      | Hiszpania          | CCC Team (2020)                   |
| Fabien Doubey               | 21 października 1993 | Francja            | Circus-Wanty Gobert (2020)        |
| Valentin Ferron             | 8 lutego 1998        | Francja            | Vendée U Pays de la Loire (2020)  |
| Marlon Gaillard             | 9 maja 1996          | Francja            | Vendée U Pays de la Loire (2019)  |
| Damien Gaudin               | 20 sierpnia 1986     | Francja            | Armée de terre (2017)             |
| Alexandre Geniez            | 16 kwietnia 1988     | Francja            | AG2R La Mondiale (2020)           |
| Fabien Grellier             | 31 października 1994 | Francja            | Vendée U (2015)                   |
| Pierre Latour               | 12 października 1993 | Francja            | AG2R La Mondiale (2020)           |
| Christopher Lawless         | 4 listopada 1995     | Wielka Brytania    | Ineos Grenadiers (2020)           |
| Florian Maitre              | 3 września 1996      | Francja            | Vendée U Pays de la Loire (2019)  |
| Lorrenzo Manzin             | 26 lipca 1994        | Francja            | Vital Concept-B&B Hotels (2019)   |
| Paul Ourselin               | 13 kwietnia 1994     | Francja            | Vendée U Pays de la Loire (2016)  |
| Adrien Petit                | 26 września 1990     | Francja            | Cofidis, Solutions Crédits (2015) |
| Cristián Rodríguez          | 3 marca 1995         | Hiszpania          | Caja Rural-Seguros RGA (2020)     |
| Romain Sicard (1 sty–9 kwi) | 1 stycznia 1988      | Francja            | Euskaltel Euskadi (2013)          |
| Julien Simon                | 4 października 1985  | Francja            | Cofidis, Solutions Crédits (2019) |
| Geoffrey Soupe              | 22 marca 1988        | Francja            | Cofidis, Solutions Crédits (2019) |
| Niki Terpstra               | 18 maja 1984         | Holandia           | Quick-Step Floors (2018)          |
| Anthony Turgis              | 16 maja 1994         | Francja            | Cofidis, Solutions Crédits (2018) |
| Dries Van Gestel            | 30 września 1994     | Belgia             | Sport Vlaanderen-Baloise (2019)   |
| Alexis Vuillermoz           | 1 czerwca 1988       | Francja            | AG2R La Mondiale (2020)           |
|                             |                      |                    |                                   |
| Źródło: ProCyclingStats     |                      |                    |                                   |

#### Zwycięstwa
| Zwycięstwa  | Zwycięstwa                             | Zwycięstwa | Zwycięstwa | Zwycięstwa         | Zwycięstwa |
| Data        | Wyścig                                 | Państwo    | Kategoria  | Zwycięzca          |            |
| ----------- | -------------------------------------- | ---------- | ---------- | ------------------ | ---------- |
| 24 sty      | Gran Premio Valencia                   | Hiszpania  | 1.2        | Lorrenzo Manzin    |            |
| 2 maj       | Vuelta a Asturias, 3. etap             | Hiszpania  | 2.1        | Pierre Latour      |            |
| 5 maj       | Tour du Rwanda, 4. etap                | Rwanda     | 2.1        | Valentin Ferron    |            |
| 9 maj       | Tour du Rwanda, 8. etap                | Rwanda     | 2.1        | Cristián Rodríguez |            |
| 9 maja 2021 | Tour du Rwanda, klasyfikacja generalna | Rwanda     | 2.1        | Cristián Rodríguez |            |
| 15 sie      | Tour of Leuven                         | Belgia     | 1.1        | Niccolò Bonifazio  |            |

### 2020

#### Skład
| Skład drużyny 2020             | Skład drużyny 2020   | Skład drużyny 2020 | Skład drużyny 2020                 |
| Imię i nazwisko                | Data urodzenia       | Państwo            | Poprzednia grupa                   |
| ------------------------------ | -------------------- | ------------------ | ---------------------------------- |
| Leonardo Bonifazio             | 20 marca 1991        | Włochy             | Unieuro Wilier (2019)              |
| Niccolò Bonifazio              | 29 października 1993 | Włochy             | Bahrain-Merida (2018)              |
| Mathieu Burgaudeau             | 17 listopada 1998    | Francja            | Vendée U Pays de la Loire (2018)   |
| Jérémy Cabot                   | 24 lipca 1991        | Francja            | SCO Dijon (2019)                   |
| Lilian Calmejane               | 6 grudnia 1992       | Francja            | Vendée U (2015)                    |
| Romain Cardis                  | 12 sierpnia 1992     | Francja            | Vendée U (2015)                    |
| Jérôme Cousin                  | 5 czerwca 1989       | Francja            | Cofidis, Solutions Crédits (2017)  |
| Marlon Gaillard                | 9 maja 1996          | Francja            | Vendée U Pays de la Loire (2019)   |
| Damien Gaudin                  | 20 sierpnia 1986     | Francja            | Armée de terre (2017)              |
| Fabien Grellier                | 31 października 1994 | Francja            | Vendée U (2015)                    |
| Jonathan Hivert                | 23 marca 1985        | Francja            | Fortuneo-Vital Concept (2016)      |
| Pim Ligthart                   | 16 czerwca 1988      | Holandia           | Roompot-Nederlandse Loterij (2018) |
| Florian Maitre                 | 3 września 1996      | Francja            | Vendée U Pays de la Loire (2019)   |
| Lorrenzo Manzin                | 26 lipca 1994        | Francja            | Vital Concept-B&B Hotels (2019)    |
| Paul Ourselin                  | 13 kwietnia 1994     | Francja            | Vendée U Pays de la Loire (2016)   |
| Adrien Petit                   | 26 września 1990     | Francja            | Cofidis, Solutions Crédits (2015)  |
| Simon Sellier                  | 4 stycznia 1995      | Francja            | Vendée U Pays de la Loire (2017)   |
| Romain Sicard                  | 1 stycznia 1988      | Francja            | Euskaltel Euskadi (2013)           |
| Julien Simon                   | 4 października 1985  | Francja            | Cofidis, Solutions Crédits (2019)  |
| Geoffrey Soupe                 | 22 marca 1988        | Francja            | Cofidis, Solutions Crédits (2019)  |
| Rein Taaramäe                  | 24 kwietnia 1987     | Estonia            | Katusha-Alpecin (2017)             |
| Niki Terpstra                  | 18 maja 1984         | Holandia           | Quick-Step Floors (2018)           |
| Anthony Turgis                 | 16 maja 1994         | Francja            | Cofidis, Solutions Crédits (2018)  |
| Dries Van Gestel               | 30 września 1994     | Belgia             | Sport Vlaanderen-Baloise (2019)    |
| Valentin Ferron (1 sie–31 gru) | 8 lutego 1998        | Francja            | Vendée U Pays de la Loire (2019)   |
|                                |                      |                    |                                    |
| Źródło: ProCyclingStats        |                      |                    |                                    |

#### Zwycięstwa
| Zwycięstwa | Zwycięstwa           | Zwycięstwa       | Zwycięstwa | Zwycięstwa        | Zwycięstwa |
| Data       | Wyścig               | Państwo          | Kategoria  | Zwycięzca         |            |
| ---------- | -------------------- | ---------------- | ---------- | ----------------- | ---------- |
| 5 lut      | AlUla Tour, 2. etap  | Arabia Saudyjska | 2.1        | Niccolò Bonifazio |            |
| 12 mar     | Paryż-Nicea, 5. etap | Francja          | 2.UWT      | Niccolò Bonifazio |            |